# Apremilast
Apremilast, thương hiệu Otezla cùng những người khác, là một loại thuốc để điều trị một số loại bệnh vẩy nến và viêm khớp vẩy nến. Nó cũng có thể hữu ích cho các bệnh viêm liên quan đến hệ miễn dịch khác. Thuốc hoạt động như một chất ức chế chọn lọc enzyme phosphodiesterase 4 (PDE4) và ức chế sản xuất TNF-alpha tự phát từ các tế bào hoạt dịch khớp dạng thấp của người. Nó được dùng bằng đường uống.

## Sử dụng y tế
Apremilast đã được Cơ quan Quản lý Thực phẩm và Dược phẩm Hoa Kỳ phê duyệt vào năm 2014 để điều trị cho người lớn bị viêm khớp vẩy nến hoạt động và bệnh vẩy nến mảng vừa đến nặng. Apremilast được dùng bằng miệng.

## Chống chỉ định
Ở châu Âu, thuốc chống chỉ định trong thai kỳ vì chuột và khỉ nhận được liều apremilast rất cao đã được quan sát thấy bị sảy thai và các vấn đề mang thai khác. Ở Mỹ, nó có thể được sử dụng cho phụ nữ mang thai "nếu lợi ích tiềm năng biện minh cho nguy cơ tiềm ẩn đối với thai nhi".

## Tác dụng phụ

### Tiêu chảy và nôn
Tiêu chảy xảy ra ở khoảng 25% bệnh nhân dùng apremilast. Các triệu chứng tiêu hóa nghiêm trọng, khi chúng xảy ra, thường bắt đầu trong vài tuần đầu điều trị.

### Tâm lý
Trầm cảm tồi tệ hơn, suy nghĩ tự tử và thay đổi tâm trạng khác có thể xảy ra với apremilast.

### Giảm cân
Giảm cân: Giảm cân có liên quan đến apremilast. Báo cáo từ các nghiên cứu lâm sàng cho thấy giảm 5 đến 10% trọng lượng cơ thể ở 10% bệnh nhân dùng apremilast (so với 3,3% bệnh nhân dùng giả dược).

### Khác
Các tác dụng phụ thường gặp, thường nhẹ đến trung bình liên quan đến apremilast bao gồm đau đầu, đau lưng, buồn nôn, tiêu chảy, mệt mỏi, viêm mũi họng và nhiễm trùng đường hô hấp trên.

## Tương tác
Việc sử dụng đồng thời các chất gây cảm ứng enzyme cytochrom P450 mạnh đã được chứng minh là làm giảm phơi nhiễm apremilast và có thể dẫn đến giảm hoặc mất hiệu quả của apremilast. Không nên sử dụng đồng thời với các thuốc gây cảm ứng enzyme P450 mạnh, bao gồm rifampicin, phenobarbital, carbamazepine, phenytoin, và St. John's Wort.

## Dược lý

### Cơ chế hoạt động
Apremilast là một chất ức chế phân tử nhỏ của PDE4,  một loại enzyme phá vỡ cyclic adenosine monophosphate (cAMP). Trong các tế bào viêm, PDE4 là enzyme chi phối cho phản ứng này. Sự gia tăng nồng độ cAMP điều chỉnh giảm biểu hiện của một số yếu tố gây viêm như yếu tố hoại tử khối u alpha (TNFa), interleukin 17, interleukin 23 và nhiều yếu tố khác, và điều chỉnh tăng interleukin 10 chống viêm. Trong các mô hình viêm khớp ex vivo, IL-12 / IL-23p40 được xác định cụ thể là mục tiêu hạ lưu của apremilast. Tầm quan trọng của các yếu tố cá nhân này đối với tác dụng lâm sàng của apremilast là không rõ ràng.

### Dược động học
Apremilast được hấp thu từ ruột tốt (73%) và độc lập với lượng thức ăn, và đạt nồng độ trong huyết tương tối đa sau 2,5 giờ. Liên kết với protein huyết tương là 68%. Nó được chuyển hóa ở gan, chủ yếu qua enzyme CYP3A4, nhưng ở một mức độ nhỏ thông qua CYP1A2 và CYP2A6. Chất chuyển hóa chính là O -desmethylapremilast glucuronide.
Thời gian bán hủy là 6-9 giờ. Chất này được đào thải qua thận (58%) và phân (39%), chủ yếu dưới dạng các chất chuyển hóa của nó. Chỉ có 3% chất ban đầu được tìm thấy trong nước tiểu và 7% trong phân.

## Hóa học
Apremilast là một dẫn xuất phthalimide. Nó là một loại bột không hút ẩm màu trắng đến vàng nhạt, thực tế không tan trong nước và dung dịch đệm trong phạm vi pH rộng, nhưng hòa tan trong các dung môi lipophilic như acetone, acetonitril, butanone, dichloromethane và tetrahydrofuran.
In vitro, apremilast làm giảm hoạt động PDE4 dẫn đến tăng nồng độ cyclic-adenosine monophosphate (cAMP) trong các loại tế bào miễn dịch và không miễn dịch, ức chế một phần việc sản xuất nhiều cytokine gây viêm như TNF-a, IFN-γ IL- 2, IL-12 và IL-23 và nâng cao việc sản xuất cytokine IL-10 chống viêm. Hiệu lực ức chế của apremilast trong sản xuất TNF-a tương tự như lenalidomide.
Celgene đã báo cáo bảy loại tinh thể A, B, C, D, E, F và G và nghĩ rằng dạng tinh thể B là dạng khan ổn định nhiệt động nhất. Tuy nhiên, Utopharm đã báo cáo một dạng tinh thể khan II ổn định nhiệt động hơn so với dạng tinh thể B.

## Khả năng tiếp cận
Otezla có sẵn ở Mỹ, nhưng chỉ được phân phối thông qua một mạng lưới các hiệu thuốc đặc biệt. Giá bán buôn ước tính là $ 22.500 cho một năm điều trị. Tại Áo, thuốc có sẵn ở tất cả các hiệu thuốc, và một năm điều trị có chi phí bảo hiểm y tế khoảng 11.000 €.